# Forcipomyia chiengmai
Forcipomyia chiengmai är en tvåvingeart som först beskrevs av Yu och Wirth 1997.  Forcipomyia chiengmai ingår i släktet Forcipomyia och familjen svidknott.
Artens utbredningsområde är Thailand. Inga underarter finns listade i Catalogue of Life.